# 湯吸山
湯吸山（ゆすさん）は、徳島県吉野川市に位置する剣山系のの山である。標高は513.6m。

## 地理
吉野川市の南端、旧川島町・鴨島町の境界部に位置する。
山麓の川島町山田湯吸には上桜公園があり、中腹部には飯尾川支流の湯吸谷川が流れ、雄滝と雌滝からなる水神の滝がかかる。